# Эмпрессит
Эмпресси́т (англ. Empressite, в дословном переводе: «императрицит» или минерал императрицы, от географического названия) — редкий минерал класса сульфидов, по составу один из природных теллуридов серебра с идеальной формулой AgTe. Чаще всего образует компактные массы, изредка можно встретить сформированные бипирамидальные кристаллы. Название «императрицит» происходит от места его открытия — шахты «Императрица Жозефина» (англ. Empress Josephine Mine, штат Колорадо), где минерал был впервые обнаружен в 1914 году, а затем изучен и описан.
С открытием изоморфного штютцита статус обоих минералов после 1950 года многократно подвергался ревизии. Однако кристаллографический анализ подтвердил, что эмпрессит представляет собой отдельный самостоятельный минерал с ромбической кристаллической структурой, отличающийся от гексагонального штютцита Ag5−xTe3, с которым эмпрессит регулярно путали в минералогической литературе. Между тем, этот минерал метастабилен только в нормальных условиях окружающей среды, а в протяжённом времени в процессе метаморфизма он будет медленно разлагаться на штютцит (Ag5Te3) и самородный теллур.

## История открытия и название
Минерал был открыт в 1914 году американским минералогом Бредли на руднике Эмпресс-Жозефин (англ. Empress Josephine Mine), в районе Кербер-Крик, округ Сауач, штат Колорадо.:535 Описав его как теллурид серебра, Бредли дал ему название эмпрессит (трудно воспроизводимое на русском языке слово, которое может быть воспроизведено как «императрицит» или минерал императрицы), сократив название рудника.
Главным проблемным этапом в научном осмыслении существования эмпрессита как отдельного минерала стал 1951 год, когда был заново переоткрыт, описан и получил современное название близкий (почти изоморфный) к нему штютцит, также представляющий собой теллурид серебра. Дополнительную интригу создал тот факт, что штютцит был определён и описан не впервые, но получил свою новую реинкарнацию по давно известному музейному образцу минерала из рудника Сакарамбе (северная Румыния), поступившему в коллекцию и описанному ещё в 1878 году австрийским минералогом Альбрехтом Шрауфом. Таким образом, приоритет очевидным образом должен был принадлежать штютциту, хотя Шрауф в 1878 году не дал минералу определённого названия и не привёл его расчётную формулу, опубликовав классический вариант музейного описания экспоната.
В середине 1950-х годов неоднократно предпринимались попытки попеременно ревизовать реальное существование то эмпрессита, то штютцита. Так, авторитетный минералог Дж. Томпсон неоднократно высказывал предположение, что на самом деле реального соединения с формулой Ag4Te (таким образом тогда чаще всего описывался штютцит) не существует.:24 Несколько раз уточнялась и формула минерала, так, в 1952 году была опубликована новая формула для эмпрессита, полученная в результате пиросинтеза, — Ag6Te3 (вместо AgTe).:24
С другой стороны, по мнению американского минералога Русселя М. Хони (англ. Russel M. Honea), серьёзно занимавшегося этой темой в начале 1960-х годов, дело обстояло в точности наоборот. Множественные образцы теллурида серебра из месторождений Калгурли, Ред Клауд, Голд Хил и Ватукула представляли собой, очевидно, штютцит; а в качестве эмпрессита они были первоначально определены по ошибке.:73
В середине 1960-х в советской минералогии на несколько лет возобладала точка зрения, согласно которой штютцит представлял собой диагностическую ошибку и не существовал в природе. В разных вариантах его объявляли либо смесью гессита и серебра,:637 либо синонимом эмпрессита.:823 Только с развитием диагностической базы минералогии удалось установить, что эмпрессит реально существует как самостоятельный минерал с ромбической кристаллической структурой, отличающийся от гексагонального штютцита. Важной вехой на этом пути стал выход в 1969 году монографии М. С. Безсмертной, Л. А. Логиновой и Л. Н. Соболевой «Определение теллуридов под микроскопом», где эмпрессит и штютцит были определены как самостоятельные минералы и установлены разделительные линии между ними.

## Характеристика минерала
Как правило, эмпрессит образует сплошные тонкозернистые скопления. Хорошо образованные кристаллы очень редки. Спайности нет. Излом полураковистый, минерал очень хрупкий, полируется хорошо и без труда. Относительный рельеф во всех сечениях заметно выше, чем у гессита, близок к таковому у галенита и теллуридов золота.:71 Твёрдость в пределах 3-3,5 по шкале Мооса. Измеренный удельный вес составляет 7,6 (вычисленный 7,59).:76
Оптические свойства эмпрессита близки к оптическим свойствам гессита. Отражательная способность умеренная, немного ниже, чем у галенита и в красной области — у гессита. Эмпрессит имеет сильное двуотражение с цветным эффектом, изменяющимся от почти бесцветного (более тёмного) до кремового (более светлого). При скрещённых николях цветной эффект изменяется в тех же тонах, что и у гессита — в коричневато-голубоватых оттенках. Благодаря сильному проявлению анизотропии при скрещённых николях агрегаты эмпрессита кажутся мозаичными.:71
Эмпрессит метастабилен только при нормальных условиях. При нагревании уже при температуре 210° он разлагается на штютцит и теллур. По внешним макроскопическим свойствам эмпрессит сходен с петцитом, по оптическим свойствам — с гесситом и штютцитом. От штютцита он отличается более низкой отражательной способностью (меньшим блеском) и проявлением сильных эффектов анизотропии. Согласно данным Русселя М. Хони, эмпрессит и штютцит надёжнее всего различаются между собой по рентгенограммам.:72 Впрочем, по данным экспериментальных исследований того же Хони, штютцит ещё более неустойчив, и не может находиться в равновесии с гесситом или самородным теллуром.:76
Особые признаки эмпрессита: минерал легко растворяется в разбавленной азотной кислоте, в пламени паяльной трубки сплавляется в королёк.:72 Плеохроизм сильный, от серого до кремово-белого. На полированных шлифах наблюдаются явно заметное двуотражение (светлый серовато-розовый до кремово-белого) и сильная анизотропия (белый, желтовато-зелёный, бурый, тёмно-синий). Минерал имеет мозаичную структуру. От HN03 происходит слабое вскипание и образование слегка радужного пятна. НСl, KCN и КОН на минерал не действуют. От FeCl3 и HgCl2 — радужные пятна.:24

## Условия образования
В последовательности отложения теллуридов в системе Au-Ag-Te эмпрессит и штютцит соответствуют одной из линий метаморфического развития, когда самородный теллур с сильванитом и иногда гесситом (как варианты — штютцитом или эмпресситом) сменяются калаверитом и самородным золотом, а затем петцитом с самородным золотом и, наконец, гесситом с самородным золотом. В этом направлении последовательно происходит «обогащение» минералов серебром: растёт его содержание и в теллуридах, и в самородном золоте.:106
Сложность диагностического различения эмпрессита и штютцита в ранние времена осложнялась тем, что достаточно часто эмпрессит встречается в тесных ассоциациях со штютцитом. Подобные образования отмечаются в серицит-карбонат-альбит-кварцевых метасоматитах, где штютцит установлен большей частью в сростках с эмпресситом, причём, он обрамляет эмпрессит, но не в виде кайм, а — блоков или грубых пластин. Значительно реже наблюдаются фрагменты штютцитовых зон внутри эмпресситовых разностей.:204-205

## Месторождения
Типовым месторождением эмпрессита до сих пор считается рудник Императрица Жозефина (Empress Josephine), где он был обнаружен впервые. Кроме того, эмпрессит был обнаружен в рудниках Клондайк и Финли Галч, оба расположены в том же округ Сауач, штат Колорадо, а также в нескольких шахтах (включая Ред Клауд и Голд Хил) соседнего округа Боулдер и в штате Аризона. В Канаде находятся несколько рудников с присутствием эмпрессита в провинциях Британская Колумбия (Питман) и к северо-западу от озера Онтарио. В Японии — на шахте Кавадзу, префектура Сидзуока, в восточном Узбекистане — на золоторудном месторождении Кочбулак; в Норвегии — возле горы Сулитьельма; в Китае — на свинцово-цинковом месторождения Хуаншапин, Гуйян, провинция Хунань. В Южной Карелии эмпрессит был найден на месторождении Викша (Кондопожский район).
Хотя если следовать мнению Русселя М. Хони, многие ошибочно названные эмпресситом выделения теллуридов серебра, в частности, на месторождениях Ред Клауд и Голд Хил (в Колорадо), а также Калгурли и Ватукула должны быть ревизованы и отнесены к штютциту.:75